# Playa de Las Catedrales
La playa de Las Catedrales (en gallego, praia das Catedrais) es el nombre turístico de la playa de Aguas Santas (en gallego, praia de Augas Santas), situada en el municipio gallego de Ribadeo (parroquia de Devesa), en la costa de la provincia de Lugo, España, sobre el mar Cantábrico.
Está a unos diez kilómetros al oeste de la localidad de Ribadeo. Es conocida por este nombre debido a la apariencia de sus acantilados. Está declarada monumento natural por la Consejería de Medio Ambiente de la Junta de Galicia.

## Descripción

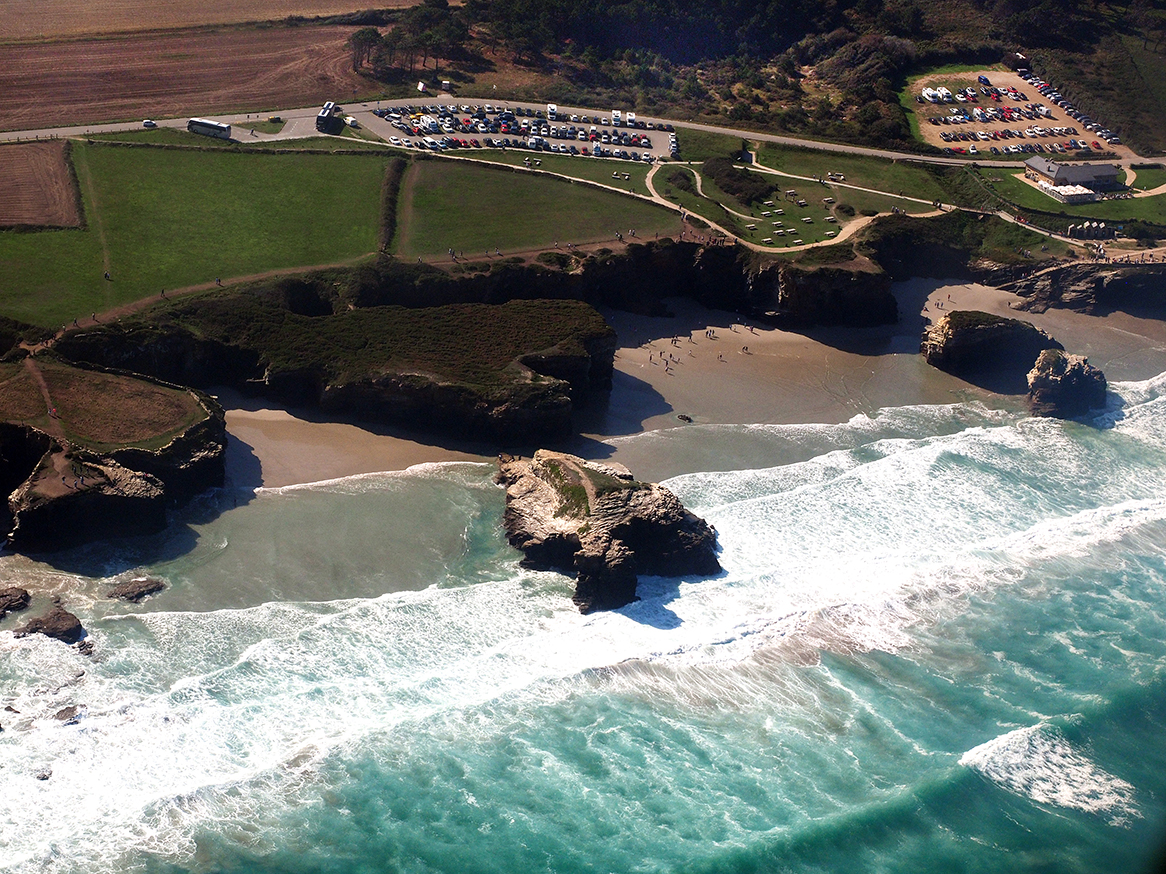
Vista aérea de la Playa de Las Catedrales.

La playa de Las Catedrales está enclavada en la costa de la provincia de Lugo (Galicia), también conocida como La Mariña lucense.
El lugar en el que se ubica pertenece al municipio de Ribadeo, limítrofe al este con el Principado de Asturias y al oeste con el municipio de Barreiros.
Fue bautizada originalmente como la playa de Aguas Santas. Sin embargo, es conocida por todos como la Playa de Las Catedrales debido a las gigantescas rocas en forma de colosales arcos y torres, muy similares a los vistos en los templos cristianos.

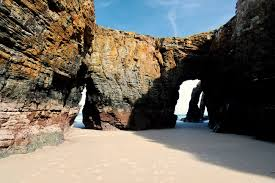
Playa de Las Catedrales.

Lo característico de la playa son los arcos y las cuevas marinas, solo apreciables a pie de playa durante la bajamar. Durante la pleamar la playa es relativamente pequeña, de fina arena y sigue siendo adecuada para el baño. Es interesante ver la playa con la marea alta recorriendo la parte superior de los acantilados en dirección oeste-este hacia la playa de Esteiro y verla con marea baja sobre la arena de la playa.
Durante la marea baja puede accederse a un largo arenal delimitado por una pared rocosa de pizarra y esquisto erosionada en formas caprichosas: arcos de más de treinta metros de altura que recuerdan a arbotantes de una catedral, grutas de decenas de metros, pasillos de arena entre bloques de roca y otras curiosidades. Con las mareas vivas, en las que las mareas bajan más y suben más que las mareas normales, incluso se puede acceder a las playas vecinas por la arena, aunque eso sí se debe tener precaución y volver antes de que comience a subir la marea ya que el nivel del mar sube rápidamente puesto que se trata de un tramo de costa prácticamente horizontal perteneciente a la Rasa Cantábrica. La playa tiene este relieve debido al efecto de la erosión del viento y del agua salada.
Contiguo al aparcamiento de la playa se pueden encontrar dos miradores desde donde se puede contemplar en su totalidad unas magníficas vistas de La Mariña lucense.

## Accesos
Se puede acceder a ella mediante la carretera N-634 y por ferrocarril, a través de los apeaderos de Esteiro y Reinante (Renfe-FEVE).
La acumulación de visitas veraniegas hizo que en 2015 la Junta de Galicia pusiera en marcha un plan para restringir el acceso a la playa, con solicitud telemática de pases, complementado con pases para las pernoctas en Ribadeo, los usuarios del autobús Ribadeo-playa y otras posibilidades.